# Baýramaly
Baýramaly, trước đây mang tên Bayram-Ali và Bahrām Ali, là một thành phố ở huyện Baýramaly, tỉnh Mary, Turkmenistan. Nó nằm cách tỉnh lỵ Mary khoảng 27 km về phía đông, dọc theo tuyến đường sắt chính từ Ashgabat đến Tashkent. Năm 2009, dân số thành phố được ước tính là khoảng 88.486 người (tăng từ 43.824 người trong cuộc điều tra dân số năm 1989).

## Tên gọi
Baýramaly là một tên gọi cho nam giới. Theo nhà sử học Soltanşa Atanyýazow, Baýramaly là một thủ lĩnh địa phương, người đã cai trị thành phố Mary từ năm 1782 đến năm 1785.

## Địa lý
Baýramaly nằm ở phía nam của kênh đào Karakum, cách Mary khoảng 29,8 km (18,5 dặm) về phía đông và Ashgabat 334 km (207,9 dặm).

### Khí hậu
Baýramaly có khí hậu bán khô hạn lạnh (phân loại khí hậu Köppen BSk), với mùa đông mát mẻ trong khi mùa hè rất nóng. Lượng mưa nhìn chung nhẹ và thất thường, chủ yếu xuất hiện vào các tháng mùa đông và mùa thu.
| Dữ liệu khí hậu của Baýramaly            | Dữ liệu khí hậu của Baýramaly | Dữ liệu khí hậu của Baýramaly | Dữ liệu khí hậu của Baýramaly | Dữ liệu khí hậu của Baýramaly | Dữ liệu khí hậu của Baýramaly | Dữ liệu khí hậu của Baýramaly | Dữ liệu khí hậu của Baýramaly | Dữ liệu khí hậu của Baýramaly | Dữ liệu khí hậu của Baýramaly | Dữ liệu khí hậu của Baýramaly | Dữ liệu khí hậu của Baýramaly | Dữ liệu khí hậu của Baýramaly | Dữ liệu khí hậu của Baýramaly |
| Tháng                                    | 1                             | 2                             | 3                             | 4                             | 5                             | 6                             | 7                             | 8                             | 9                             | 10                            | 11                            | 12                            | Năm                           |
| ---------------------------------------- | ----------------------------- | ----------------------------- | ----------------------------- | ----------------------------- | ----------------------------- | ----------------------------- | ----------------------------- | ----------------------------- | ----------------------------- | ----------------------------- | ----------------------------- | ----------------------------- | ----------------------------- |
| Cao kỉ lục °C (°F)                       | 28.0 (82.4)                   | 31.8 (89.2)                   | 37.0 (98.6)                   | 40.5 (104.9)                  | 50.0 (122.0)                  | 50.0 (122.0)                  | 47.5 (117.5)                  | 45.7 (114.3)                  | 44.0 (111.2)                  | 39.6 (103.3)                  | 35.2 (95.4)                   | 29.0 (84.2)                   | 50.0 (122.0)                  |
| Trung bình ngày tối đa °C (°F)           | 8.4 (47.1)                    | 11.4 (52.5)                   | 16.9 (62.4)                   | 24.7 (76.5)                   | 31.4 (88.5)                   | 36.2 (97.2)                   | 38.1 (100.6)                  | 36.1 (97.0)                   | 31.0 (87.8)                   | 24.1 (75.4)                   | 16.8 (62.2)                   | 10.3 (50.5)                   | 23.8 (74.8)                   |
| Trung bình ngày °C (°F)                  | 1.9 (35.4)                    | 4.6 (40.3)                    | 9.9 (49.8)                    | 17.2 (63.0)                   | 23.6 (74.5)                   | 28.5 (83.3)                   | 30.5 (86.9)                   | 28.1 (82.6)                   | 22.1 (71.8)                   | 15.0 (59.0)                   | 8.7 (47.7)                    | 4.0 (39.2)                    | 16.2 (61.1)                   |
| Tối thiểu trung bình ngày °C (°F)        | −2.7 (27.1)                   | −0.5 (31.1)                   | 4.1 (39.4)                    | 10.2 (50.4)                   | 15.3 (59.5)                   | 19.5 (67.1)                   | 21.7 (71.1)                   | 19.2 (66.6)                   | 12.9 (55.2)                   | 7.0 (44.6)                    | 2.1 (35.8)                    | −1.0 (30.2)                   | 9.0 (48.2)                    |
| Thấp kỉ lục °C (°F)                      | −26.3 (−15.3)                 | −24.8 (−12.6)                 | −16.8 (1.8)                   | −3.6 (25.5)                   | 2.2 (36.0)                    | 7.6 (45.7)                    | 11.7 (53.1)                   | 7.4 (45.3)                    | −1.8 (28.8)                   | −8.3 (17.1)                   | −21.5 (−6.7)                  | −23.0 (−9.4)                  | −26.3 (−15.3)                 |
| Lượng Giáng thủy trung bình mm (inches)  | 28.7 (1.13)                   | 24.9 (0.98)                   | 35.3 (1.39)                   | 26.0 (1.02)                   | 13.3 (0.52)                   | 1.1 (0.04)                    | 0.1 (0.00)                    | 0.1 (0.00)                    | 0.8 (0.03)                    | 6.7 (0.26)                    | 13.6 (0.54)                   | 23.2 (0.91)                   | 173.8 (6.82)                  |
| Số ngày giáng thủy trung bình (≥ 0.1 mm) | 7.2                           | 6.2                           | 5.9                           | 3.8                           | 2.3                           | 0.5                           | 0.2                           | 0.3                           | 0.3                           | 2.2                           | 5.1                           | 6.1                           | 40.1                          |
| Độ ẩm tương đối trung bình (%)           | 73.5                          | 67.3                          | 57.7                          | 51.6                          | 40.6                          | 31.7                          | 30.3                          | 29.4                          | 34.7                          | 46.1                          | 63.1                          | 72.8                          | 49.9                          |
| Số giờ nắng trung bình tháng             | 129.7                         | 137.4                         | 168.9                         | 217.2                         | 304.7                         | 356.2                         | 371.7                         | 355.0                         | 302.4                         | 249.0                         | 185.1                         | 128.7                         | 2.906                         |
| Nguồn 1: climatebase.ru                  |                               |                               |                               |                               |                               |                               |                               |                               |                               |                               |                               |                               |                               |
| Nguồn 2: NOAA (chỉ đo nắng, 1961-1990)   |                               |                               |                               |                               |                               |                               |                               |                               |                               |                               |                               |                               |                               |

## Kinh tế
Nền kinh tế của thành phố dựa trên các ngành công nghiệp thực phẩm và vật liệu xây dựng. Khí tự nhiên cũng được khai thác trong khu vực.

## Người nổi tiếng
- Mähri Hojaniyazova
- Nury Halmammedov
- Suleyman Nazarov Berdiyevich
- Dzhamaldin Khodzhaniyazov[10]
- Alvina Shpady[11][12][13]